# Lasioglossum skorikovi
Lasioglossum skorikovi är en biart som först beskrevs av Blüthgen 1929.  Lasioglossum skorikovi ingår i släktet smalbin, och familjen vägbin. Inga underarter finns listade i Catalogue of Life.